# Zephyranthes bifolia
Zephyranthes bifolia là một loài thực vật có hoa trong họ Amaryllidaceae. Loài này được (Aubl.) M.Roem. miêu tả khoa học đầu tiên năm 1847.